# Monotreme
Monotremele sunt cele mai puțin dezvoltate mamifere. Ele au fost denumite de la prezența unui singur orificiu, comun pentru căile urinare, genitale și digestive, care se deschid toate în cloacă (din grecescul monos - 'unic' + trema 'orificiu', care se referă la cloacă).

## Caracteristici generale

### Caracteristici nemamiferice
Ele mai sunt numite mamifere primitive, fiind unicele mamifere poichiloterme, adică cu temperatura corpului variabilă. Astfel temperatura corpului variază între anumite limite (25 - 36 °C). Sunt animale ovipare. Fac 1-2 ouă.

### Caracteristici mamiferice
Au glande mamare tubuloase care sunt răspândite în două câmpuri glandulare ventrale. Acestea nu au mameloane. Puii ling laptele ce se prelinge din glandele mamare.

## Arealul de răspândire
În această grupă se includ echidna și ornitorincul. Monotremele pot fi întâlnite în Australia, Tasmania, Noua Guinee. Majoritatea trăiesc în apropierea bazinelor acvatice. Puii lor ies din ouă goi și orbi.

## Morfologia internă
Morfologia internă a monotremelor se deosebește foarte mult de cea a altor mamifere.

### Scheletul
Deși este considerat unul mamiferic, scheletul monotremelor este, în multe aspecte, asemănător celui reptilian și celui aviar. Astfel craniul monotremelor este asemănător celui aviar: 
- rostrumul este unul lung, foarte asemănător cu un cioc;
- dentiția la maturi este absentă;
- osul lacrimal este absent.

Coastele sunt unite atât cu vertebrele cervicale, cât și cu vertebrele toracale (la mamifere numai cu cele toracale). Umărul este alcătuit atât din claviculă și scapulă, cât și din așa formațiuni osoase unice, specifice numai monotremelor, precum: corcoidul, epicoracoidul și interclaviculă. Altă caracteristică scheletică a monotremelor este un os epipubic larg, situat în zona pelvicală. 

### Sistemul nervos
Sistemul nervos este unul slab dezvoltat.

### Sistemul excretor și urinar
La monotreme, sistemele urinar, excretor și reproducător se deschid într-un singur duct, cloaca, o structură similară celei reptiliene. 

### Sistemul circulator
Inima monotremelor este cu 4 camere (2 ventricule și 2 atrii), ca la restul mamiferelor.

## Clasificare
Ordin Monotremata
- Familia Ornithorhynchidae
  - Genul   Ornithorhynchus
    - Specia  Ornithorhynchus anatinus
- Familia Tachyglossidae
  - Genul   Tachyglossus
    - Specia  Tachyglossus aculeatus

  - Genul   Zaglossus
    - Specia  Zaglossus bruijni
    - Specia  Zaglossus bartoni

## Fosile
Monotremele au apărut acum aprox. 120 de milioane de ani, la scurtă perioadă față de evoluția placentarelor trituberculate. Cei mai probabili strămoși ai monotremelor sunt reptilele sinapside terapside cinodonte. Acestea erau acoperite cu păr și dentiția avea canini și molari, probabil aveau și sânge cald.